# Pahñú
Pahñú o Pañhú (“Camino caliente” en otomí) es un sitio arqueológico localizado en la comunidad de La Mesilla, Municipio de Tecozautla en el estado de Hidalgo, México.
Este sitio es de la cultura xajay, que se desarrolló durante cinco siglos, aproximadamente, de 450 d. C. a 950 d. C. Aparentemente es el heredero de la cultura Chupícuaro y relacionado con el origen de los otomíes del Valle del Mezquital. El sitio está sacralizado a Otontecutli, el Dios del Fuego Viejo, advocación otomí.
Se trata de un sitio que se desarrolló entre el año 300 y 1100; está integrada por tres plazas, en la primera hay una pequeña estructura cuadrangular a 80 metros al poniente, existe un pequeño conjunto de estructuras y una zona con abundantes petroglifos. En la plaza central se ubica la estructura principal que mide 17 metros de largo y que con su templo es posible que sobrepasara los 10 metros de alto, el Tecpan que debió alojar a los gobernantes y una serie de estructuras rectangulares.
Desde el Pahñú se domina el paisaje semidesértico del Valle del Mezquital y la elevación del Hualtepec o Cerro del Astillero, que de acuerdo con diversas investigaciones, es el mítico Cerro Coatepec (“Montaña de la serpiente”) en la mitología mexica era el lugar donde nació Huitzilopochtli.
Por los rasgos estilísticos de la cerámica y la arquitectura, este lugar estaba emparentada culturalmente con poblaciones de la región del Bajío, principalmente con la región de Acámbaro. Temporalmente es contemporánea de la ciudad de Teotihuacán, pero sigue un desarrollo paralelo e independiente que le permite sobrevivir al colapso de la urbe y mantener las redes comerciales en la región, por lo que llegó a convertirse en una unidad regional importante en el epiclásico.